# El Cabaco
El Cabaco är en ort i Spanien.   Den ligger i provinsen Provincia de Salamanca och regionen Kastilien och Leon, i den centrala delen av landet, 210 km väster om huvudstaden Madrid. El Cabaco ligger 964 meter över havet och antalet invånare är 317.
Terrängen runt El Cabaco är kuperad åt sydost, men åt nordväst är den platt. Runt El Cabaco är det mycket glesbefolkat, med 5 invånare per kvadratkilometer. Närmaste större samhälle är La Alberca, 8,6 km söder om El Cabaco. 